# La Pernelle
La Pernelle település Franciaországban, Manche megyében. Lakosainak száma 287 fő (2022. január 1.). La Pernelle Le Vicel, Anneville-en-Saire, Réville, Saint-Vaast-la-Hougue, Teurthéville-Bocage, Le Vast és Quettehou községekkel határos.

## Népesség
A település népességének változása:
| Lakosok száma | 277  | 301  | 293  | 261  | 248  | 253  | 259  | 271  | 277  | 287  |
|               | 1968 | 1982 | 1990 | 2006 | 2013 | 2015 | 2017 | 2019 | 2020 | 2022 |